# Гутс
Гутс (фр. Goutz) — коммуна во Франции, находится в регионе Юг — Пиренеи. Департамент — Жер. Входит в состав кантона Флёранс. Округ коммуны — Кондом.
Код INSEE коммуны — 32150.

## География

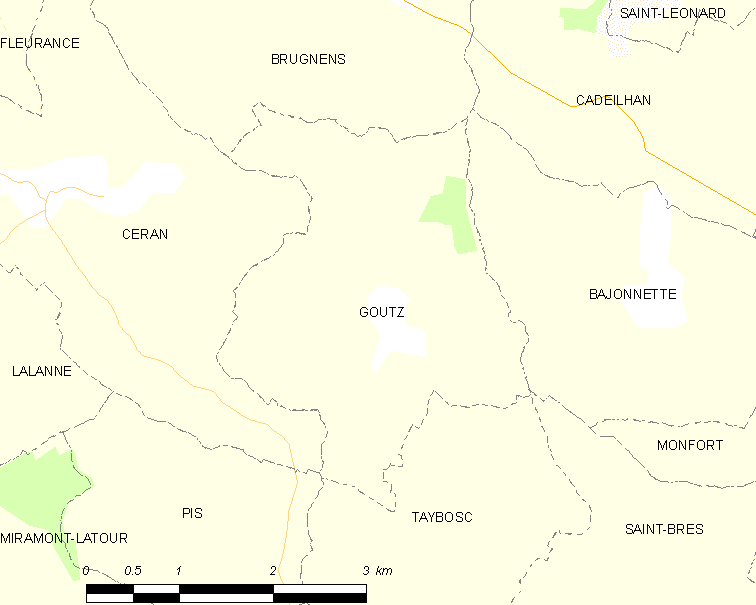
Карта коммуны

Коммуна расположена приблизительно в 580 км к югу от Парижа, в 65 км западнее Тулузы, в 22 км к северо-востоку от Оша.
По территории коммуны протекает река Ору.

## Климат
Климат умеренно-океанический. Лето жаркое и немного дождливое, температура часто превышает 35 °С. Зимой часто бывает отрицательная температура и ночные заморозки. Годовое количество осадков — 700—900 мм.

## Население
Население коммуны на 2010 год составляло 186 человек.
| 1962 | 1968 | 1975 | 1982 | 1990 | 1999 | 2010 |
| ---- | ---- | ---- | ---- | ---- | ---- | ---- |
| 216  | 193  | 150  | 159  | 151  | 163  | 186  |

## Администрация
| Период | Период | Фамилия     | Партия | Примечания |
| ------ | ------ | ----------- | ------ | ---------- |
| 2001   | 2020   | Эрик Лаборд |        |            |

## Экономика
В 2010 году среди 106 человек трудоспособного возраста (15-64 лет) 82 были экономически активными, 24 — неактивными (показатель активности — 77,4 %, в 1999 году было 66,0 %). Из 82 активных жителей работали 79 человек (40 мужчин и 39 женщин), безработных было 3 (1 мужчина и 2 женщины). Среди 24 неактивных 6 человек были учениками или студентами, 12 — пенсионерами, 6 были неактивными по другим причинам.